# Wysszaja liga (1994)
Rozgrywki rosyjskiej pierwszej ligi w sezonie 1994 były trzecimi w historii rosyjskiej pierwszej ligi. Rozpoczęły się w marcu 1994 roku, zakończyły się natomiast w listopadzie 1994 roku. W rozgrywkach wzięło udział szesnaście drużyn, w tym dwie, które awansowały z drugiej ligi – Łada Togliatti i Dinamo-Gazowik Tiumeń. Mistrzowski tytuł wywalczyła drużyna Spartaka Moskwa. Królem strzelców ligi został Igor Simutienkow z Dinama Moskwa, który zdobył 21 goli.

## Drużyny
| Drużyna         | Miasto               | Stadion                               | Pojemność | Pozycja w 1993 |
| --------------- | -------------------- | ------------------------------------- | --------- | -------------- |
| CSKA            | Moskwa               | Łużniki                               | 84,745    | 9.             |
| Dinamo          | Moskwa               | Stadion Dinamo                        | 36,540    | 3.             |
| Dinamo          | Stawropol            | Stadion Dinamo                        | 16,000    | 12.            |
| Dinamo-Gazowik  | Tiumeń               | Stadion Tiumeń                        | 12,500    | D1, 3.         |
| KAMAZ           | Nabierieżnyje Czełny | Stadion KAMAZ                         | 10,000    | 10.            |
| Krylja Sowietow | Samara               | Stadion Mietałłurg                    | 33,220    | 14.            |
| Lokomotiw       | Moskwa               | Stadion Lokomotiwu                    | 28,800    | 5.             |
| Lokomotiw       | Niżny Nowogród       | Stadion Lokomotiw                     | 17,765    | 11.            |
| Łada            | Togliatti            | Stadion Torpedo                       | 18,500    | D2, 2.         |
| Rotor           | Wołgograd            | Stadion Centralny                     | 38,000    | 2.             |
| Spartak         | Moskwa               | Łużniki                               | 84,745    | 1.             |
| Spartak         | Władykaukaz          | Republikański Stadion Spartak         | 32,464    | 6.             |
| Tiekstilszczik  | Kamyszyn             | Stadion Tekstilszczik                 | 10,000    | 4.             |
| Torpedo         | Moskwa               | Łużniki                               | 84,745    | 7.             |
| Urałmasz        | Jekaterynburg        | Stadion Urałmasz                      | 13,000    | 8.             |
| Żemczużyna      | Soczi                | Stadion Centralny im. Sławy Metreweli | 12,000    | 13.            |

## Tabela
| Lp. | Drużyna                    | M  | Z  | R  | P  | Bramki | Bramki | Różn. | Pkt | Uwagi                                   |
| --- | -------------------------- | -- | -- | -- | -- | ------ | ------ | ----- | --- | --------------------------------------- |
| 1   | Spartak Moskwa             | 32 | 21 | 8  | 3  | 73     | 21     | +52   | 50  | Liga Mistrzów UEFA • Faza grupowa       |
| 2   | Dinamo Moskwa              | 30 | 13 | 13 | 4  | 55     | 35     | +20   | 39  | Puchar Zdobywców Pucharów • 1/16 finału |
| 3   | Lokomotiw Moskwa           | 30 | 12 | 12 | 6  | 49     | 28     | +21   | 36  | Puchar UEFA • 1/32 finału               |
| 4   | Rotor Wołgograd            | 30 | 10 | 16 | 4  | 39     | 23     | +16   | 36  | Puchar UEFA • 1/32 finału               |
| 5   | Spartak Władykaukaz        | 30 | 11 | 11 | 8  | 32     | 34     | −2    | 33  | Puchar UEFA • 1/32 finału               |
| 6   | KAMAZ Nabierieżnyje Czełny | 30 | 11 | 9  | 10 | 38     | 38     | 0     | 31  |                                         |
| 7   | Tiekstilszczik             | 30 | 12 | 6  | 12 | 32     | 36     | −4    | 30  |                                         |
| 8   | Lokomotiw Niżny Nowogród   | 30 | 11 | 8  | 11 | 34     | 34     | 0     | 30  |                                         |
| 9   | Żemczużyna                 | 30 | 8  | 11 | 11 | 44     | 48     | −4    | 27  |                                         |
| 10  | CSKA Moskwa                | 30 | 8  | 10 | 12 | 30     | 32     | −2    | 26  |                                         |
| 11  | Torpedo Moskwa             | 30 | 7  | 12 | 11 | 28     | 37     | −9    | 26  |                                         |
| 12  | Dinamo-Gazowik Tiumeń      | 30 | 7  | 10 | 13 | 24     | 49     | −25   | 24  |                                         |
| 13  | Krylia Sowietow Samara     | 30 | 6  | 12 | 12 | 30     | 51     | −21   | 24  |                                         |
| 14  | Urałmasz Jekaterynburg     | 30 | 7  | 9  | 14 | 33     | 49     | −16   | 23  |                                         |
| 15  | Dinamo Stawropol           | 30 | 6  | 11 | 13 | 25     | 34     | −9    | 23  | Spadek do Pierwszej Dywizji             |
| 16  | Łada                       | 30 | 6  | 10 | 14 | 24     | 41     | −17   | 22  | Spadek do Pierwszej Dywizji             |

## Najlepsi strzelcy
21 goli
- Igor Simutienkow (Dinamo)

20 goli
- Oleg Garin (Lokomotiw M.)

12 goli
- Oleg Wierietiennikow (Rotor)

10 goli
- Władimir Biesczastnych (Spartak M.)

9 goli
- Władimir Filimonow (Żemczużyna)
- Jurij Matwiejew (Urałmasz)
- Vladimir Niederhaus (Rotor)
- Andriej Tichonow (Spartak M.)

8 goli
- Michaił Afanasjew (Torpedo)
- Timur Bogatyriow (Żemczużyna)
- Dmitrij Czeryszew (Dinamo)
- Jurij Kalitwincew (Lokomotiw N.N.)
- Aleksandr Smirnow (Dinamo)

## Nagrody
33 najlepszych piłkarzy ligi za sezon 1994:
Bramkarze
1. Siergiej Owczinnikow (Lokomotiw M.)
2. Zaur Chapow (Spartak W.)
3. Waler Szantałosau (Lokomotiw N.N.)

Prawi obrońcy
1. Ramiz Mamiedow (Spartak M.)
2. Aleksiej Arifullin (Lokomotiw M.)
3. Siergiej Niekrasow (Dinamo M.)

Prawi-środkowi obrońcy
1. Jurij Nikiforow (Spartak M.)
2. Władimir Gieraszczenko (Rotor)
3. Igor Czugajnow (Lokomotiw M.)

Lewi-środkowi obrońcy
1. Wiktor Onopko (Spartak M.)
2. Raszid Rahimow (Spartak M.)
3. Jurij Kowtun (Dinamo M.)

Lewi obrońcy
1. Dmitrij Chlestow (Spartak M.)
2. Andriej Afanasjew (Torpedo)
3. Władisław Tiernawski (Spartak M.)

Prawi pomocnicy
1. Omari Tetradze (Dinamo M.)
2. Walerij Karpin (Spartak M.)
3. Mirjalol Qosimov (Spartak W.)

Prawi-środkowi pomocnicy
1. Ilja Cymbałar (Spartak M.)
2. Jewgienij Charłaczow (Lokomotiw M.)
3. Jewgienij Smiertin (Lokomotiw N.N.)

Lewi-środkowi pomocnicy
1. Władisław Radimow (CSKA)
2. Igor Dobrowolski (Dinamo M.)
3. Oleg Wierietiennikow (Rotor)

Lewi pomocnicy
1. Andriej Piatnicki (Spartak M.)
2. Aleksiej Kosołapow (Lokomotiw M.)
3. Jurij Kalitwincew (Lokomotiw N.N.)

Prawi napastnicy
1. Igor Simutienkow (Dynamo M.)
2. Oleg Garin (Lokomotiw M.)
3. Nikołaj Pisariew (Spartak M.)

Lewi napastnicy
1. Władimir Biesczastnych (Spartak M.)
2. Dmitrij Czeryszew (Dynamo M.)
3. Vladimir Niederhaus (Rotor)